# Збірна Данії з футболу
Збірна Данії з футболу представляє Данію на міжнародних змаганнях з футболу. Контролюється Данським футбольним союзом. Найвище досягнення на міжнародних турнірах — перемога на чемпіонаті Європи 1992 року.
Станом на 28 листопада 2024 посідає 21-e місце у рейтингу футбольних збірних світу.

## Історія

### Аматорські роки

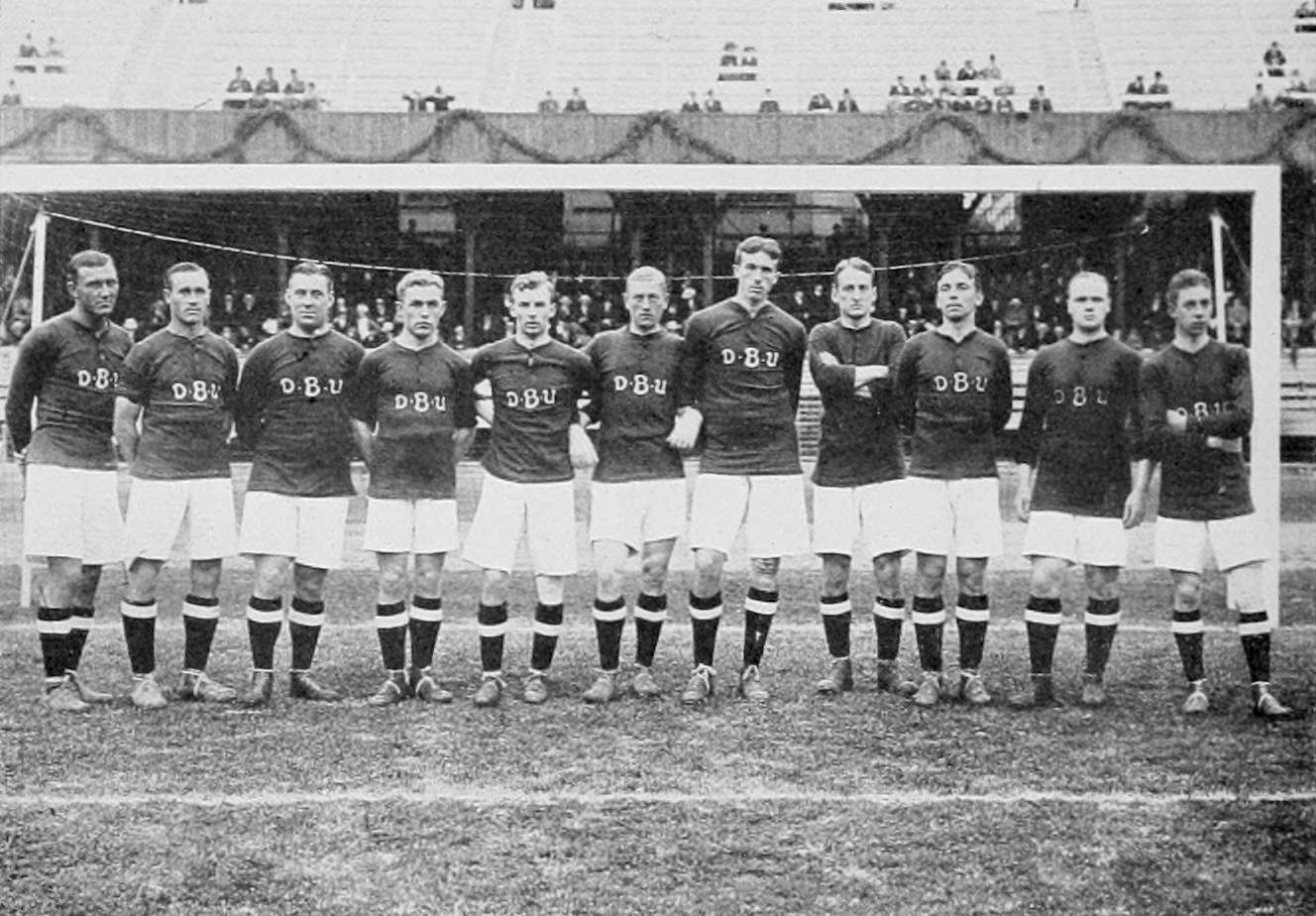
Данська команда, срібний призер Олімпійських ігор 1912.

Перші три футбольні Олімпійські змагання 1900–1906 рр. мали неофіційний статус, бо в них не брали участі національні команди, а лише 3 — 4 команди з різних країн. Данія не була представлена на іграх в Парижі (1900) та Сент-Луїсі (1904), але потім отримала спеціальне запрошення на ігри 1906 в Афінах, для матчів проти 1 грецького клубу (Афіни) та 2 клубів з Османської імперії — з міст Ізмір та Салоніки. Команда, що представляла Данію складалася з гравців Футбольної Асоціації Копенгагена (KBU). Цій команді вдалося виграти турнір і отримати неофіційні золоті нагороди. Два роки потому на першому офіційному футбольному турнірі на Олімпіаді 1908 в Лондоні Данія виборола срібні медалі. На наступному олімпійському турнірі в Стокгольмі 1912 Данія знову виборола срібні нагороди, за якими була «золота ера» Данського футболу 1914–1920 рр., коли Данія займала першу позицію в футбольному рейтингу за системою Ело.
Хоча Данія помітно фігурує в футболі до ери Чемпіонатів світу, міжнародний успіх цієї команди зникатиме починаючи з першого чемпіонату світу. Попри талановитих гравців Данський футбольний союз заявляв команду лише на товариські матчі, та регіональний турнір — Північний Футбольний Чемпіонат упродовж 1920–1948 рр. Коли ж збірну знову заявили до участі в Олімпіаді 48, то команда там завоювала бронзові нагороди. Коли ж команда на іграх 52 дійшла лише до 1/4 фіналу було ухвалено рішення не заявляти її на наступні ігри в Мельбурні. Данія пережила своє відродження на Олімпіаді 60, здобувши срібні медалі. Це мало своє продовження на Євро 64, де команда була четвертою. У травні 1971 данська федерація скасувала правило, за яким за збірну не могли виступати гравці — професіонали, що дало змогу залучати у збірну найсильніших гравців країни.

### Данський динаміт (1980–1990)
В кваліфікації до ЧС-82 Данія фінішувала з 8 очками і не змогла вийти у фінальну частину. В кваліфікації до Євро-1984 Данія перемогла команду Англії на «Вемблі» 1-0, завдяки забитому пенальті Аланом Сімонсеном. Данія кваліфікувалася на цей турнір вперше з 1964 р., і отримала назву «Данський динаміт», таку ж як і офіційний данський гімн Євро-84. На самому чемпіонаті команда дійшла до півфіналу, де поступилася команді Іспанії в серії післяматчевих пенальті. Після виступу на цьому чемпіонаті назва «Данський динаміт» остаточно закріпилася за командою.
Першим чемпіонатом світу для збірної Данії став ЧС-86, де команда своїм атакуючим дуетом Лаудруп—Ельк'яєр здивувала світ, розгромивши команду Уругваю 6 — 1 і вийшовши з 1 місця в 1/8 фіналу. В наступному раунді команда Данії програла іспанцям 1 — 5. Чотири м'ячі в цій зустрічі забив Еміліо Бутрагеньйо. Після того як збірна команда Данії не потрапила на ЧС-90 відбулися зміни на тренерському містку, так Зепа Піонтека замінив Ріхард Меллер-Нільсен.

### Перемога 1992

Данія — чемпіони Європи 1992

Першою ціллю нового тренера стала успішна кваліфікація на Євро-92 у Швеції. Данці стартували з перемоги над командою Фарерських островів, проте вже в наступних поєдинках поступилися збірним Північної Ірландії та Югославії. Зважаючи на погані результати та критикуючи нову тактику тренера, вирішили припинити виступи за збірну два найкращі її гравці на той час — брати Міхаель та Браян Лаудруп. Коли ж тренер вирішив усунути від ігор за збірну Яна Мьолбі та Яна Геінтсе, за недотримання дисципліни, преса почали різко критикувати тренера і вимагати його відставки. Попри хвилю критики тренерський штаб разом з гравцями зумів виграти всі наступні п'ять ігор в групі. Проте, це все-таки не дозволило команді перемогти у групі і вони залишилися другими, пропустивши вперед команду Югославії.
Здавалося провальний відбір, став в результаті найбільшою вдачею в історії данського футболу. Зважаючи на міжнародні санкції, які застосовувалися проти Югославії через війну, УЄФА, 31 травня 1992 року — за 10 днів до початку ЧЄ-92, оголосило, про зняття зі змагань Югославської команди і її заміну збірною Данії, як такою, що зайняли у відбірній групі 2 місце після Югославії. Команда Данії в цей момент якраз зібралась для того, щоб провести товариську гру з командою СНД.
Спираючись переважно на надійну гру воротаря — Петера Шмейхеля та творчий підхід Браяна Лаудрупа, котрий вдало вернувся у збірну в квітні того ж року, команда Данії створила найбільшу сенсацію в тогочасній історії футболу — стала чемпіоном. На груповому етапі данці розійшлись миром з англійцями 0 — 0, поступились господарям — шведам 0 — 1, та перемогли команду Франції 2 — 1, набрали 3 очки і вийшли у півфінал, де по пенальті перемогли чинних чемпіонів Європи — збірну Голландії. 26 червня 1992 року в Гетеборгзі на стадіоні «Уллеві» команда Данії у фінальному матчі ЧЄ 92 перемогла чинного чемпіона світу, збірну Німеччини з рахунком 2 — 0, і вперше у своїй історії стала чемпіоном Європи.
|               | |  |
|               | |  |
| Воротарі:     | Петер Шмейхель, Могенс Крог.                                                                                           |  |
| Захисники:    | Йон Сівебек, Кент Нільсен, Ларс Ольсен, Генрік Андерсен, Кім Крістофт, Торбен Піхнік, Клаус Крістіансен, Мортен Бруун. |  |
| Півзахисники: | Йон Єнсен, Джонні Мельбю, Генрік Ларсен, Кім Вільфорт, Петер Нільсен.                                                  |  |
| Нападники:    | Флемінг Поульсен, Ларс Ельструп, Браян Лаудруп, Торбен Франк, Бент Крістенсен.                                         |  |
| Тренер:       | Ріхард Меллер-Нільсен.                                                                                                 |  |

### Занепад і відродження (1993–2000)
У серпні 1993, через рік після перемоги на чемпіонаті Європи, Міхаель Лаудруп повернувся в національну команду. Данія почала показувати змішані результати, спочатку проваливши відбір на Чемпіонат світу з футболу 1994, але потім здобувши перемогу у Кубку конфедерацій, перемігши володаря Копа Америка збірну Аргентини у фіналі з рахунком 2-0. На Євро 96, команда кваліфікувалась одразу, як чинний чемпіон. Результатом її виступів стала перемога над командою Туреччини 3-0, нічия 1-1 з Португалією і поразка Хорватії 0-3. Данія посіла 3 місце в групі, і покинула турнір. Після турніру збірну та федерацію футболу було піддано різкій критиці з боку преси, наслідком цього стала відставка головного тренера.
Новим тренером було призначено «симпатичного шведа» Бу Йоганссона, який прищепив команді наступальну стратегію, яка вивела команду на ЧС 98. На полях Франції збірна Данії перемогла Саудівську Аравію 1 — 0, розійшлась миром з командою Південної Африки 1 — 1, і програли господарям — майбутнім чемпіонам світу Франції 1 — 2, посіла 2 місце в групі і вийшла у наступний раунд. Показавши свою найкращу гру на чемпіонаті, данці перемогли Нігерію 4 — 1. В чвертьфіналі у напрочуд видовищному матчі команда поступилась збірній Бразилії 2 — 3. На Євро 2000 команда програла всі три матчі у групі і не забила жодного гола. Після цього тренер покинув збірну.

### Банда Ольсена (2000–2014)

Зміни позицій Данії у рейтингу ФІФА Серпень 1993 — Липень 2009

Новий тренер розпочав свою роботу з Данією у липні 2000. Ним став капітан збірної у 80-х Мортен Ольсен, і команду швидко почали називати «Банда Ольсена», посилаючись на комедійний данський фільм про Егона Ольсена і його геніальні кримінальні плани. Під керівництвом нового тренера команда кваліфікувалась на ЧС 2002 та Євро 2004. На чемпіонаті в Японії та Пд. Кореї данці дійшли до 1/16 фіналу де поступились англійцям 0 −3, на Євро в 1/4 фіналу з таким же рахунком команда програла чехам.
В кваліфікації до ЧС 2006, команда Данії посіла третє місце в групі 2, пропустивши вперед команди України та Туреччини. Після закінчення кваліфікації Ольсен мав декілька пропозицій від клубів, однак продовжив свій контракт до закнічення до ЧС 2010. Наступну кваліфікацію до до Євро 2008 команда теж провалила. Кваліфікувавшись на ЧС 2010, команда потрапила в одну групу з Японією (поразка 1 — 3), Камеруном (перемога 2 — 1) та Нідерландами (поразка 0 — 2) і не вийшла з групи. Перемігши у відбірній групі Н, збірна Данії вийшла у фінальну частину Євро 2012. На самому чемпіонаті команда грала у групі В, де посіла третє місце.

### Поточний склад
Наступні 26 гравців були оголошені у списку збірної для участі у Євро-2024.
Вік гравців наведено на день початку змагання (14 червня 2024 року), дані про кількість матчів і голів — на 17 травня 2024 року.
| №  | Поз. | Гравець              | Дата народження (вік)           | Ігри | Голи | Клуб               |
| -- | ---- | -------------------- | ------------------------------- | ---- | ---- | ------------------ |
| 1  | ВР   | Каспер Шмейхель      | 5 листопада 1986 (вік 37 років) | 100  | 0    | Андерлехт          |
| 22 | ВР   | Фредерік Реннов      | 4 серпня 1992 (вік 31 рік)      | 8    | 0    | Уніон (Берлін)     |
| 16 | ВР   | Мадс Германсен       | 11 липня 2000 (вік 23 роки)     | 0    | 0    | Лестер Сіті        |
|    |      |                      |                                 |      |      |                    |
| 4  | ЗХ   | Сімон К'єр (капітан) | 26 березня 1989 (вік 35 років)  | 131  | 5    | Мілан              |
| 6  | ЗХ   | Андреас Крістенсен   | 10 квітня 1996 (вік 28 років)   | 68   | 3    | Барселона          |
| 5  | ЗХ   | Йоакім Мегле         | 20 травня 1997 (вік 27 років)   | 43   | 11   | Вольфсбург         |
| 3  | ЗХ   | Яннік Вестергор      | 3 серпня 1992 (вік 31 рік)      | 39   | 2    | Лестер Сіті        |
| 2  | ЗХ   | Йоахім Андерсен      | 31 травня 1996 (вік 28 років)   | 30   | 0    | Крістал Пелес      |
| 13 | ЗХ   | Расмус Крістенсен    | 11 липня 1997 (вік 26 років)    | 20   | 0    | Рома               |
| 25 | ЗХ   | Віктор Нельссон      | 14 жовтня 1998 (вік 25 років)   | 12   | 0    | Галатасарай        |
| 18 | ЗХ   | Александер Ба        | 9 грудня 1997 (вік 26 років)    | 9    | 1    | Бенфіка            |
| 17 | ЗХ   | Віктор Крістіансен   | 16 грудня 2002 (вік 21 рік)     | 6    | 0    | Болонья            |
|    |      |                      |                                 |      |      |                    |
| 10 | ПЗ   | Крістіан Еріксен     | 14 лютого 1992 (вік 32 роки)    | 128  | 40   | Манчестер Юнайтед  |
| 8  | ПЗ   | Томас Ділейні        | 3 вересня 1991 (вік 32 роки)    | 76   | 8    | Андерлехт          |
| 23 | ПЗ   | П'єр-Еміль Гейб'єрг  | 5 серпня 1995 (вік 28 років)    | 75   | 8    | Тоттенгем Готспур  |
| 7  | ПЗ   | Матіас Єнсен         | 1 січня 1996 (вік 28 років)     | 30   | 1    | Брентфорд          |
| 11 | ПЗ   | Андреас Сков Ольсен  | 29 грудня 1999 (вік 24 роки)    | 29   | 8    | Брюгге             |
| 14 | ПЗ   | Міккель Дамсгор      | 3 липня 2000 (вік 23 роки)      | 26   | 4    | Брентфорд          |
| 15 | ПЗ   | Крістіан Нергор      | 10 березня 1994 (вік 30 років)  | 24   | 1    | Брентфорд          |
| 24 | ПЗ   | Мортен Юльманн       | 25 червня 1999 (вік 24 роки)    | 5    | 0    | Спортінг (Лісабон) |
|    |      |                      |                                 |      |      |                    |
| 20 | НП   | Юссуф Поульсен       | 15 червня 1994 (вік 29 років)   | 77   | 12   | РБ Лейпциг         |
| 12 | НП   | Каспер Дольберг      | 6 жовтня 1997 (вік 26 років)    | 45   | 11   | Андерлехт          |
| 19 | НП   | Йонас Вінд           | 7 лютого 1999 (вік 25 років)    | 26   | 8    | Вольфсбург         |
| 9  | НП   | Расмус Гойлунн       | 04 лютого 2003 (вік 21 рік)     | 12   | 7    | Манчестер Юнайтед  |
| 21 | НП   | Якоб Бруун Ларсен    | 19 вересня 1998 (вік 25 років)  | 6    | 1    | Гоффенгайм 1899    |
| 26 | НП   | Андерс Дреєр         | 2 травня 1998 (вік 26 років)    | 2    | 0    | Андерлехт          |